# Heribert Golsong
Heribert Golsong (* 23. Oktober 1927 in Oberhausen; † 2. April 2000 in Brüssel) war ein deutscher, international tätiger Jurist. Er war Funktionär des Europarates (u. a. von 1963 bis 1968 Kanzler des Europäischen Gerichtshofs für Menschenrechte), von 1979 bis 1982 Vice President der Weltbank und von 1980 bis 1983 Generalsekretär des Internationalen Zentrums zur Beilegung von Investitionsstreitigkeiten (ICSID). Ab 1989 war er Anwalt für internationale Schiedsverfahren bei der Kanzlei Fulbright & Jaworski.

## Familie
Golsong wuchs als Sohn von Willibald B. und Paula A. Golsong in Oberhausen mit fünf Geschwistern auf. Er war verheiratet mit Christine M. Vanneste Golsong, das Paar hat drei Kinder. Er lebte zuletzt in Bethesda (Maryland) in der Nähe von Washington, D.C. und starb am 2. April 2000 an einem Herzinfarkt an einem Bahnhof in Brüssel.

## Beruflicher Werdegang
Heribert Golsong studierte an den Universitäten Köln und Würzburg, dem College of Europe in Brügge (Belgien) und an der Haager Akademie für Völkerrecht (Niederlande). Mit einer Arbeit über Das Rechtsschutzsystem der europäischen Menschenrechtskonvention wurde er 1958 an der Universität Bonn zum Dr. iur. promoviert.
Ab 1954 arbeitete er beim Europarat, zunächst als Sekretär der Europäischen Kommission für Menschenrechte, dann beim Rechtsausschuss der Beratenden Versammlung des Europarates. Ab 1960 war er stellvertretender Kanzler und von 1963 bis 1968 Kanzler des Europäischen Gerichtshofs für Menschenrechte in Brüssel. Von 1964 bis 1977 war er Direktor für Rechtsangelegenheiten und anschließend bis 1979 Direktor für Menschenrechte beim Europarat.
Golsong arbeitete von 1979 bis 1989 für die Weltbank. Von 1979 bis 1982 war er einer der Vizepräsidenten der Weltbank und zugleich ihr Chefsyndikus (General Counsel). Neben der Abwicklung rechtlicher Angelegenheiten war er in den Verwaltungs- und Darlehensausschüssen der Bank tätig und half bei der Gründung der Multilateralen Investitions-Garantie-Agentur (MIGA), einer Tochtergesellschaft der Weltbank für die Versicherung politischer Risiken. Außerdem war er von 1980 bis 1983 Generalsekretär des International Centre for Settlement of Investment Disputes (ICSID), einem von der Weltbank eingerichteten Schiedsgericht zur Beilegung von Streitigkeiten zwischen Staaten und internationalen Investoren. 
Von 1989 bis zu seinem Tod spezialisierte er sich in den Büros von Fulbright & Jaworski in Washington und London auf internationale Schiedsverfahren und Mediation, internationale Transaktionen, Projektfinanzierung und Entwicklung des privaten Sektors.
Er war außerordentlicher Professor für Recht am Washington College of Law der American University.

## Ehrungen
Golsong erhielt die Ehrendoktorwürde von der University of Edinburgh. Zu seinen Ehrungen gehörten Verdienstorden der Bundesrepublik Deutschland, Liechtenstein, Belgien, Norwegen und Österreich.